# Meddah (conteur)
Pour les articles homonymes, voir Meddah.
Un meddah est, en Turquie, un conteur qui pratique le meddahlik, art dramatique. Ses récits véhiculent des critiques sociales sur des sujets d'actualité, ce qui déclenche des débats. Cet art oratoire intègre, en 2008, la liste représentative du patrimoine culturel immatériel de l'humanité. 

## Pratique
Le meddahlik, art du meddah (terme issu de l'arabe "faire l'éloge de quelqu'un" et pouvant se traduire par "conteur"), se pratique dans toute la Turquie et dans les pays turcophones. Des genres narratifs proches se développent à proximité sous l'influence de plusieurs cultures. La visée de cet art est à la fois divertissante et instructive. Les meddah exercent leur activité dans les caravansérails, les marchés, les cafés, les mosquées et les églises. S'adressant à un public souvent illettré, ils déclenchent des débats sur des sujets d'actualité par leur intervention. Il existe un répertoire de chants, de romances et d'épopées populaires parmi lequel le meddah sélectionne ses récits en s'adaptant à son public. Son art est apprécié en Turquie.
Exigeant de l'éloquence et un bon jeu théâtral (gestuelle, dialogues, imitations), il comprend aussi des interactions avec le public. Le meddah porte un mouchoir et un bâton en guise d'accessoire, dont il se sert aussi pour réclamer le silence. Les contes comprennent aussi des devinettes.

## Déclin et reconnaissance
L'art des Meddah est toujours pratiqué, lors de fêtes religieuses comme laïques et à la télévision, mais connaît un déclin. Il perd de sa fonction instructive et sociale du fait du développement des médias et de la présence de télévisions dans les cafés. En 2008, sous l'intitulé « L'art des meddah, conteurs publics », cette pratique est intégrée par l'UNESCO à la liste représentative du patrimoine culturel immatériel de l'humanité.